# どちゃもん
どちゃもんは、NHK Eテレで2014年3月31日から2017年3月30日までに放送された『Let's天才てれびくん』に登場する架空のキャラクターの総称。制作は神風動画。ここでは、そのキャラクターを使った派生番組についても取り扱う。

## 概要
日本全国の47都道府県にそれぞれ存在するとされる守り神。「どちゃもん」という用語自体も「土着」と「モンスター」をかけた造語である。
『Let's天才てれびくん』内では、このどちゃもんたちが持つ力がストーリーの根幹に関わっていた。
異次元獣に対抗できる力を持つ精霊の一種であり、普段は日本各地に人知れず生息しているといわれる土地の守り神である（各都道府県に1体ずつとは限らず、実際に東京では3体、沖縄と栃木では2体登場している）。その外見は人型だけに限らず、動物型や乗り物型など多種多様。体を構成するパーツはそのどちゃもんに対応する都道府県のゆかりの物で、体の輪郭はそのどちゃもんに対応する都道府県の形が基になっている。異次元空間に「巣」と呼ばれる居住空間を持っており、それぞれの好物をエネルギーに変えて必殺技を繰り出す他、くすぐられると機嫌がよくなる性質を持つ。また、複数のどちゃもんが力を合わせることで物体の怒りや悲しみを鎮める力を持ったエネルギー球体「どちゃもんだま（略称：どちゃだま）」を生成することが可能。どちゃだまの生成には呪文として人間が特定の歌（番組のテーマソング）に乗せてダンスをする必要があり、リズムが上手いほどどちゃだまのパワーが増加する。またITAISENの技術により、茶の間戦士もテレビのリモコン操作を通じてどちゃだまにパワーを送ることが可能になっている。日本全国のどちゃもん全てが力を合わせることでより強大な力を持った「黄金のどちゃだま」を生み出すこともでき、1000年前に「この世のほころび（次元ホール）」が発生した際にはこの黄金のどちゃだまでほころびを消し去ったという。
さらに土地の記憶の世界である「オモイデ界」を開く能力も有し、オモイデ界に入ることでどちゃもんを素材とする新型異次元獣に有効な「よすがん」という物体を生み出すことができる。だがどちゃもんはオモイデ界に入ると大抵なんらかの状態異常を起こすようで、徳島どちゃもん・かさぽんたすはそのためにオモイデ界に入る事を恐れていた。
どちゃもんは「どちゃとぴあ」と呼ばれる世界の出身であり、どちゃもん見習いである「どちゃもん じゅにあ」から修業を重ね、成長に連れて体にそれぞれの都道府県を表すパーツができていく。そして体が完成すると「どちゃもん」となって日本へと旅立つ。同名のスピンオフアニメでは実際にその過程が描かれ、2016年11月には「どちゃもん じゅにあ」出身のどちゃもん・がんぐろうが本編に登場し、2017年2月には青森どちゃもん・かざまのおどが「どちゃもん じゅにあ」出身であることが判明した。
なお彼らは専用のインターネット掲示板「どチャット」を持ち、そこで情報交換などをしているが、それを清掃課に利用されて仲違いした事もあった。
「日本各地の精霊」として人気がある。声の演者については声優の他、俳優、タレント、歌手、お笑い芸人を起用することもある。
『Let's天才てれびくん』で生み出された用語・キャラクターであるが、後述の『どちゃもん じゅにあ』『どちゃもん あさめしまえ』といった派生作品が製作され、後者は2017年に『Let's天才てれびくん』が終了し『天才てれびくんYOU』に変わっても継続するという『天才てれびくん』からの派生番組の中でも珍しい番組となった。

## 一覧
| 登場順 | どちゃもん | 都道府県            | 声の出演                        | 攻撃技（▲は本編で使用する描写がなかったもの、括弧内は攻撃技の詳細） | 最初の出現場所     | ◎どちゃもんの巣 ▲捕らえられたアジトの入り口 | どチャットのアカウント | ◎オモイデ界の入口の場所▲オモイデ界を開くために必要なアイテム | 重要関係者（カッコ内はその関係）                            | 異次元獣撃退回数／よすがん取り |
| ------ | --- | ------------------- | ------------------------------- | --- | ------------------ | ------------------------------------------- | ---------------------- | ------------------------------------------------------------ | ----------------------------------------------------------- | ------------------------------ |
| 1      | かさぽんたす | 徳島県              | 逢坂力                          | うずしおパルス（尻尾を回転させ鳴門の渦潮型の衝撃波を作って発射する） | 祖谷渓             | ◎金長たぬき希望の滝 ▲徳島県山中             |                        | ◎徳島市上空 ▲阿波尾鶏の焼き鳥                                |                                                             | ★／★                           |
| 1      | 1期（2014年4月1日放送）より登場。阿波踊りの傘を被った狸の姿をしたどちゃもん。1期、2期、3期全ての1回目に登場している。悪戯好きなお調子者。竹ちくわが大好物で、2期ではこれを利用されて清掃課の結界に閉じ込められてしまった。しかしITAISENのお陰でグレートスイトラーに回収されずに済んだ。3期ではよすがん取りに失敗し、自身が生成したよすがんがグレートスイトラーに回収されたが、辻に言われた「大切な仲間を助ける時に怖いなんて言っていられない」という言葉が頭を離れなかったのか、ぷうか救出戦に飛び入りで協力していた。 |                     |                                 | |                    |                                             |                        |                                                              |                                                             |                                |
| 2      | とちぼるた | 栃木県              | 柚木涼香                        | サンデーライトサンダー（500万ボルトの雷を出す） | 日光東照宮         | ◎大谷石採掘場跡 ▲中禅寺湖                   | かんぴょうまき         | ◎日光東照宮上空 ▲日光三猿                                    |                                                             | ★／★                           |
| 2      | 1期（2014年4月7日放送）より登場。小鬼の姿をしたどちゃもん。大好物は苺、干瓢巻き、餃子、佐野ラーメン。どちゃもんの中で唯一1期、2期、3期全てに登場し、かつ登場した全ての木曜生放送のミッションが成功している。怒りっぽい性格だが本当は寂しがり屋であり、2期でニュー栃木県に引っ越そうと思っていたり、3期でがんぐろうが自ら友人になることを申し出た際にかなり喜ぶ描写があった。またてれび戦士の小西憧弥とは友人になると言われたり、清掃課から救出してもらったり、かっぱろけの無実を告げられたりと密接な関係がある。 |                     |                                 | |                    |                                             |                        |                                                              |                                                             |                                |
| 3      | ちゃっちゃくちゃら | 福岡県              | 阿澄佳奈                        | しめなわアタック（体に付いている注連縄を使って相手に体当たりする） スペシャル攻撃（出張茶の間戦士が「1、2、3」と掛け声をかけ、それに合わせて巨大な桃色の「ダー！」の文字を飛ばす） | 柳川市             | ◎福岡ドーム ▲福岡市                         |                        |                                                              |                                                             | ★／-                           |
| 3      | 1期（2014年4月14日放送）より登場。悪戯が大好きな梅の妖精で友達の「ウグたん」という名前の鶯を連れている。好物は豚骨ラーメンと辛子明太子。悪戯好きなのは寂しがりやの裏返しである。2期では、清掃課からの救出を手伝ったるるの友人になっている。 |                     |                                 | |                    |                                             |                        |                                                              |                                                             |                                |
| 4      | きんしゃか | 奈良県              | 池田昌子                        | 桜のヒカリ（角にためたエネルギーを衝撃波として発射する） | 第5やたがらす丸    | ◎奈良公園・若草山                           |                        | ◎平城宮跡 ▲奈良漬け                                          | 天狗様（演：稲田徹）（元恋人）                              | ★／★                           |
| 4      | 1期（2014年5月5日放送）より登場。上半身が鹿、下半身が金魚の姿をしており、角には八重桜が咲いている。大好物は鹿せんべい、蓬餅で、天理ラーメンも好物のようである。「伝説のどちゃもん」を自称する等プライドが高いが、情け深い一面や食いしん坊な一面もある。また、元彼の天狗様がいることも後に判明している。初登場時は味方にできなかったが、3期で味方になり、よすがん取りに協力してくれた。残念ながら自身が生成したよすがんはグレートスイトラーに回収されてしまったが、落ち込むITAISEN一行を「てれび戦士も茶の間戦士も今日の闘いぶりは本当に立派でした。あなた達なら必ずおくとぱすみれを救えると私は信じています」と励ましてくれた。また、この発言から同じ近畿地方のどちゃもんであるためかおくとぱすみれの救出を応援するという思いやりの心も垣間見られた。 |                     |                                 | |                    |                                             |                        |                                                              |                                                             |                                |
| 5      | こめくるりん | 新潟県              | 杉山佳寿子                      | おせんべ手裏剣（海苔煎餅を手裏剣のように飛ばす） | 白根総合公園       | ◎佐渡金山                                   |                        |                                                              | 米ぬかばあさん（演：大西暁美） （こめくるりんをよく知る人） | ★／-                           |
| 5      | 1期（2014年5月12日放送）より登場。冠羽と尾羽が黄色の稲になっているトキの姿をしたどちゃもんで米の守り神。好物は煎餅、おにぎり、栄螺の味噌煮。「おむすびくるりん」と「おせんべくるりん」の二つの顔と性格を持つ二重人格者。喧嘩をすることが多いが、本当は仲が良い。「おむすびくるりん」はいわゆる頭脳派で、口紅異次元獣の新品同様のコアを見た際には「そもそも捨てられたものとは限らないんじゃないのかな」と言及している。「おせんべくるりん」は荒っぽいが情にもろく、てれび戦士がチョコ味の煎餅をあげると友好的に接するようになった。 |                     |                                 | |                    |                                             |                        |                                                              |                                                             |                                |
| 6      | しーびー282 | 千葉県              | 樫井笙人                        | ピーナッツジェット（目からピーナッツを発射する） | 市原ぞうの国       | ◎成田国際空港                               |                        |                                                              |                                                             | ★／-                           |
| 6      | 1期（2014年5月19日放送）より登場。飛行機の姿をしたどちゃもんで、飛行速度はマッハ5。好物はタケノコご飯。劇中では手紙で第5やたがらす丸を「牛みたいにノロノロ」と見下したり、飛行機雲で「バカ」と書いたりするなどしたため、虎南は彼に対して怒り心頭であった。これに対してリポーターの森田は彼に惚れていたようである。協力してくれたのは次元ホールを封じる作戦のみ。 |                     |                                 | |                    |                                             |                        |                                                              |                                                             |                                |
| 7      | ぷうか | 広島県              | 新谷真弓                        | それいけバブル（口から大量の泡を発射する） | お好み焼KAJIsan    | ◎旧広島市民球場跡地 ▲広島市                 |                        |                                                              | 田中卓志（アンガールズ）（親友） 二郎（夫）                 | ★ ／-                          |
| 7      | 1期（2014年6月2日放送）より登場。鯉の姿をしたどちゃもんで尾鰭はヘラ、鱗にあたる部分はお好み焼きの模様になっている。広島お好み焼きが大好物で、後述のようにかざまのおどに御中元として送ったり、檸檬とトマトを使った「初恋焼き」というお好み焼きを食べたがったりしている。広島東洋カープの大ファンで前田健太推しである。しかし応援歌「それいけカープ」の歌声は音程の狂いが甚だしい音痴。初登場時は恋人のサンちゃんと死別してしまったために自暴自棄になるが、ITAISENの励ましで立ち直り、口紅異次元獣の撃退に貢献した。2期では夫であるオオサンショウウオ型ロボットの二郎さんによって清掃課のアジトに引きずり込まれ、赤崎月香や改心した二郎さんの奮闘も虚しく二郎さんごとグレートスイトラーに回収されてしまう。3期で異次元獣に組み込まれてしまったが、親友の田中が食べたがっていた初恋焼きを見せたことで無事に救出された。なお、ぷうかの治療にあたったかざまのおどの話によると、回収されてから異次元獣に組み込まれるまでの間は朝から晩まで床掃除をやらされていたらしい。 |                     |                                 | |                    |                                             |                        |                                                              |                                                             |                                |
| 8      | けにまぬがあ | 石川県              | 水谷優子                        | 手まりボヨヨ〜ン（正座して鞠を飛ばす） | 旅館浜忠           | ◎白米千枚田                                 |                        |                                                              |                                                             | ★／-                           |
| 8      | 1期（2014年6月9日放送）より登場。初登場時は過去の記憶を失っており、「よしえ」という名前で旅館の仲居をしていた。口紅異次元獣戦で負傷し、生死の境をさまよったが、かざまのおどの治療で無事回復した。 |                     |                                 | |                    |                                             |                        |                                                              |                                                             |                                |
| 9      | かざまのおど | 青森県              | 高岡瓶々                        | おどの風車（風車を高速回転させて飛ばす） | 第5やたがらす丸    | ◎岩木山                                     |                        | ◎三内丸山遺跡上空 ▲板状土偶                                  |                                                             | ★／★                           |
| 9      | 1期（2014年6月30日放送）より登場。青いねぶた灯籠の姿をしたどちゃもん。好物は林檎、帆立、ニンニク。故障したものを修理したり、負傷者を治療する能力を持つ。どちゃもんの長老というべき存在で、他県のどちゃもんと交流がある。当初はITAISENを「どちゃもんを奴隷のようにこき使う集団」と勘違いしていたが斎藤茉日に説得されて誤解を解き、スプーン異次元獣戦に協力した。2期ではぴぱざえもんから「どチャットがケンカで炎上している」ということを伝えられ、ITAISENに仲直りさせることを依頼した。3期では救出されたぷうかの治療にあたり、後によすがん取りやうぎろうの救出にも協力したほか、次元ホールであるこの世のほころびの話をした。また、1000年前はどちゃとぴあで修行していたことが判明している。 |                     |                                 | |                    |                                             |                        |                                                              |                                                             |                                |
| 10     | てげてげ | 宮崎県              | 咲野俊介                        | カットバックてげターン（サーフボードに乗ったまま宙返りをして水飛沫を飛ばす） スペシャル攻撃                                                                                        | 宮崎市青島         | ◎青島                                       |                        |                                                              | 関本真美（バイト先のサーフショップの店長）                  | ★／-                           |
| 10     | 1期（2014年7月7日放送）より登場。マンゴー色のサーフボードに乗った宮崎牛の姿をしたどちゃもん。サーフィンが得意で、マンゴーとチキン南蛮が大好物。普段はサーフショップの「ナギサストア」で働いている。大らかな性格で根は優しい が時間にルーズである。初登場時は味方にできなかったが2期で再登場し、ラーメン屋台異次元獣戦に協力。攻撃技であるカットバックてげターン一発で既に異次元獣戦を経験していたるるやちゃっちゃくちゃらの攻撃技一発よりも異次元獣にダメージを与える活躍を見せた。 |                     |                                 | |                    |                                             |                        |                                                              |                                                             |                                |
| 11     | ぎゅたあく | 静岡県              | LITTLE（KICK THE CAN CREW）     | えのぐショックアタック（サッカーボールの中にある発射口からプラモデルの塗料を発射する）                                                                                             | 静岡市プラモデル店 | ◎駿河湾                                     | ぷらも                 | ◎伊東市 茶畑上空 ▲お茶                                       |                                                             | ★／★                           |
| 11     | 1期（2014年7月14日放送）より登場。魚のプラモデルの姿をしたどちゃもんで、頭部にはギターのネックが付いていて、歯はピアノの鍵盤になっている。大好物は温州蜜柑、鰻、おでん。「深海の悪魔」を自称しており、陽気な性格でラップが得意。初登場時は味方にできなかったが、半年後に再登場。リズム感を鍛えたてれび戦士の努力を認め、カスタネット異次元獣戦に協力してくれた。3期では清掃課からぷうかの異次元獣の侵入日を聞き出すことに成功し、それをてれび戦士に伝えた上でよすがん取りにも協力してくれた。 |                     |                                 | |                    |                                             |                        |                                                              |                                                             |                                |
| 12     | はまじゅん | 大阪府              | 植田佳奈                        | なにわクロー（爪で相手を切り裂く） 清く正しく美しい羽（大きな白い羽を飛ばす） | 茶屋町ラジオ局     | ◎あべのハルカス                             |                        | ◎道頓堀 戎橋                                                 |                                                             | ★／★                           |
| 12     | 1期（2014年9月1日放送）より登場。ピエロのような姿をした虎のどちゃもんで、通天閣型の帽子を被り、水なすのボディには6つのキャンディがボタンのようについている。大好物はたこ焼き。初登場時は浜村淳に化けていた。3期ではお笑いスクールの校長であることが判明した。その指導は驚くほどスパルタであり（劇中では生徒に突っ込みの素振り50回という厳しい罰を与えていた。）、てれび戦士にもきつく当たっている。異次元獣戦では高い戦闘力を遺憾無く発揮しているが、その一方でおくとぱすみれ異次元獣戦前の意気込みコメントではもさくとおにりぃたがおくとぱすみれ救出に燃えていたのに対して、おくとぱすみれとは野球仲間でありながら全くおくとぱすみれの件に触れておらず、「異次元獣だか海老天丼だか知らんけどボッコボコにしたるわ」と笑いを取る発言をしており、思いやりの心に欠けている一面もうかがえる。 |                     |                                 | |                    |                                             |                        |                                                              |                                                             |                                |
| 13     | るる | 北海道              | 上坂すみれ                      | バッカルコーンアタック（鮭を飛ばして相手にぶつける） スペシャル攻撃 花火攻撃（大量の花火玉をぶつける）                                                                             | 新嵐山スカイパーク | ◎オホーツク流氷科学センター                 | あいすえんじぇる       | ◎小樽市上空 ▲海栗、イクラ、鮭で作った海鮮丼                  |                                                             | ★／★                           |
| 13     | 1期（2014年9月8日放送）より登場。クリオネの姿をしたどちゃもん。好物は焼き鮭、じゃがバター、焼きトウモロコシ。どちゃもん界のアイドルで自称「最果てのアイスエンジェル」。アイドルだから戦うのが苦手だと言っているにも関わらず、どちゃもんの中では最多となる4体の異次元獣 を撃退している。1期では大野課長に恋をしており、彼の写真を集めていたことが判明しているほか、さらにはぎゅたあくに惚れるシーンもあった。2期ではこまちまちことは親友であることが判明し、後にちゃっちゃくちゃらを清掃課から救出する作戦を手伝ったことで彼女とも友達になる。3期では清掃課に北海道名物を送って油断させた隙に異次元獣にされたこまちまちこを元に戻す方法を探ろうとする大博打を決行していた。また、五郎の2枚目の手紙を奪われた際には再度チリトラーに潜入しようとしていた。 |                     |                                 | |                    |                                             |                        |                                                              |                                                             |                                |
| 14     | うめたろう | 高知県              | ビーグル38能勢                  | とさかつおファイヤー（鰹のタタキを作るときに藁を焼く炎を発射する） | 地球33番地         | ◎地球33番地                                 |                        |                                                              | 坂本龍馬（かつての飼い主）                                  | ★／-                           |
| 14     | 1期（2014年9月15日放送）より登場。土佐犬の姿をしたどちゃもん。大好物は鰹のタタキと芋ケンピ。坂本龍馬に飼われていた過去を持つ。 |                     |                                 | |                    |                                             |                        |                                                              |                                                             |                                |
| 15     | はくばまる | 長野県              | 伊東健人                        | アイス・スプラッシュ（スピンジャンプをしながら氷を発射する） | 白馬村             | ◎北アルプス                                 |                        |                                                              | ノブヨ（元恋人）                                            | ★／-                           |
| 15     | 1期（2014年10月13日放送）より登場。美男子の姿をしたどちゃもん。好物はおやきとワサビ。かつてノブヨという女性と恋に落ちたが、結婚できずに死別してしまったという悲しい過去を持つ。 |                     |                                 | |                    |                                             |                        |                                                              |                                                             |                                |
| 16     | だんきち | 埼玉県              | BIKKE（TOKYO No.1 SOUL SET）    | イモ☆レボリューション（高速回転してから体当たりする） | 三芳町 薩摩芋畑    | ◎三芳町 薩摩芋畑                            |                        | ◎川口市上空 ▲勾玉                                            |                                                             | ★／★                           |
| 16     | 1期（2014年10月20日放送）より登場。ダンボール箱と薩摩芋がくっついたような姿をしたどちゃもん。好物は川越芋、アイス、饅頭。異次元獣を倒すことやよすがんを手に入れることができればヒーローになれると軽く考えてしまうなど、単純かつ子供のような性格。体が段ボールのため水に弱く、3期では清掃課に水をかけられて弱ってしまい、てれび戦士に防水段ボールを用意してもらったことがあった。 |                     |                                 | |                    |                                             |                        |                                                              |                                                             |                                |
| 17     | ずぶろん | 島根県              | 三宅健太                        | おろちのひだま（頭の蛇が火の玉を放つ） | 加茂岩倉遺跡       | ◎宍道湖                                     |                        |                                                              |                                                             | ★／-                           |
| 17     | 1期（2014年10月27日放送）より登場。2000年前から存在している日本最古のどちゃもんで銅鐸の姿をしている。争いを続ける人間に憂いている。協力してくれたのは次元ホールを封じる作戦のみ。 |                     |                                 | |                    |                                             |                        |                                                              |                                                             |                                |
| 18     | にんまる | 三重県              | 浅野真澄                        | パールフラッシュ（貝をシンバルのように叩いて真珠を飛ばす） | 伊賀流忍者博物館   | ◎赤目四十八滝                               |                        | ◎赤目四十八滝上空 ▲松阪牛                                    | 服部半蔵（かつての師匠）                                    | ★／★                           |
| 18     | 1期（2014年11月10日放送）より登場。上半身は忍者、下半身は伊勢海老の姿をしている。大好物は松阪牛のステーキ、鮑のステーキ。服部半蔵から手ほどきを受けていたため忍術を使うことができ、劇中では「シャボンの術」で岩から落ちそうになった桐畑カレンを助けたり、雲隠れの術で姿をくらましたり、龍や天馬係長に化けたりしている。忍らしく妥協を許さない性格だが、桐畑カレンとは仲が良い。また、3期では清掃課に操られていたとはいえうぎろうの被害者でありながら、うぎろう救出に必要なよすがん取りを快く承諾する寛容な一面を見せたこともある。3期の生放送でうぎろうを助けるためのよすがんをITAISENに託してよすがんと引き換えになる形でグレートスイトラーに回収され、その後キメラ異次元獣にコアとして組み込まれる予定だったが、次元ホールが塞がれたため、地球に帰還できた。 |                     |                                 | |                    |                                             |                        |                                                              |                                                             |                                |
| 19     | あかのやま | 東京都              | 藤原啓治                        | 連続ガッツッパリ（突っ張りを連続で繰り出す） | 大國魂神社         | ◎両国国技館                                 |                        | ◎富岡八幡宮                                                  |                                                             | ★／★                           |
| 19     | 1期（2014年11月24日放送）より登場。三兄弟の長男。全身が赤色の力士の姿をしている。大好物は焼き鳥。単独行動をすることが多く、これが弟であるもものうちやきのちよとの距離が開いてしまう要因となっている。3期では異次元獣にいとも簡単に吹っ飛ばされたり、手柄欲しさのためによすがんを無駄使いしたりしてうさきゅうや大野課長からメッタ打ちにされており、戦いの前ではうさきゅうとは対照的に手柄が何一つなかった。 |                     |                                 | |                    |                                             |                        |                                                              |                                                             |                                |
| 20     | もものうち | 東京都              | 大水洋介（ラバーガール）        | ハートビートフラッシュ（サイリウムを投げつける） | 第5やたがらす丸    | ◎中野サンプラザ上空                         |                        | ◎田園調布上空 ▲オムライス                                    |                                                             | ★／★                           |
| 20     | 1期（2014年12月8日放送）より登場。三兄弟の次男。全身が桃色の力士の姿をしている。大好物はオムライス。初出時は玩具屋を営んでいたが、3期では自身が制作したゲーム「どちゃもんGO」が大ヒットして大富豪となり豪邸に住んでいる。また1期では面白さを求めるあまり異次元獣に手を貸すというあくどい言動が目立ったが、3期ではミッションをクリアしたてれび戦士のゆるさを認めてオモイデ界を開く素直な一面が見られた。 |                     |                                 | |                    |                                             |                        |                                                              |                                                             |                                |
| 21     | きのちよ | 東京都              | 杉山紀彰                        | 大江戸頭突き（強力な頭突きを喰らわせる） | 台東区浅草         | ◎浅草寺雷門                                 |                        |                                                              |                                                             | ★／-                           |
| 21     | 1期（2014年12月15日放送）より登場。三兄弟の三男で末っ子。全身が黄色の力士の姿をしている。好物は寿司、天麩羅、天丼、カレーライス、どじょう鍋。怪力だが、それに似合わない臆病な性格。なお前述の2人の兄と異なり熊のぬいぐるみ異次元獣戦後は本編に再登場していないが、3期ではもものうちと日本文化を広めるためにフランスへ行ったことや、あかのやまとハワイでちゃんこ鍋屋を開こうとしていることが語られている。 |                     |                                 | |                    |                                             |                        |                                                              |                                                             |                                |
| 22     | ぷにょら | 神奈川県            | 野中藍                          | ぷるぷる弾（葛餅を吐き出す） | 横浜市             | ◎江の島                                     |                        |                                                              | 五頭龍（父親）、天女（母親）                                | ★／-                           |
| 22     | 1期（2015年1月19日放送）より登場。大好物は大涌谷の黒たまご。江の島伝説の父・五頭龍（声：吉水孝宏）と母・天女（声：高橋結花）の間に生まれた娘。変身が得意で、葵（演：山田杏奈）という人間の少女に化けててれび戦士の辻村晃佑に近づき、辻村と仲良くなった。2期では清掃課によって黒たまごにノイズアンテナをつけられたことで体から出る癒しの音が五月蝿い音に変わってしまい、神奈川県民に排除されそうになったことがあった。 |                     |                                 | |                    |                                             |                        |                                                              |                                                             |                                |
| 23     | はにまじん | 群馬県              | 小倉唯                          | ジョーモースパイラル（腕を振って上毛かるたを飛ばす） | 東京都池袋         | ◎八幡観音塚古墳 ▲赤城山                     | やきまんじゅう         | ◎草津温泉上空                                                |                                                             | -／★                           |
| 23     | 2期（2015年4月6日放送）より登場。埴輪の姿をしたどちゃもん。好物は焼きまんじゅう。激怒すると巨大化する。2期では齋藤茉日の活躍で無事救出されたが、3期ではゴミ回収カプセルに入ったよすがんを取ろうとしてカプセルに閉じ込められ、黒川桃花の奮闘も虚しくグレートスイトラーに回収されてしまった。その後キメラ異次元獣にコアとして組み込まれる予定だったが、次元ホールが塞がれたため地球に帰還できた。 |                     |                                 | |                    |                                             |                        |                                                              |                                                             |                                |
| 24     | ぴぱざえもん | 長崎県              | 松尾伴内                        | スプラッシュ・ハニー（腰の袋に入った金平糖を撒き散らす） | グラバー園         | ◎グラバー園                                 | たこあげだいすき       |                                                              |                                                             | ★／-                           |
| 24     | 2期（2015年4月13日放送）より登場。ツシマヤマネコの姿をしたどちゃもん。南蛮人を思わせるような服に身を包んでおり、頭には緑色の羽根付き帽子を被っていて、佐世保独楽に乗っている。大好物はカステラ。他人を疑うことを知らないお人好しで、これが災いして清掃課の罠が仕掛けられた自分の巣に閉じ込められてしまっている。ITAISENに救出された後、靴下異次元獣撃退に協力した。後にるるがラーメン屋台異次元獣戦に参戦させるどちゃもんの候補に挙げたが、ちゃっちゃくちゃらとの面識があまりないという理由で没になった。 |                     |                                 | |                    |                                             |                        |                                                              |                                                             |                                |
| 25     | こまちまちこ | 秋田県              | 竹達彩奈                        | 花火でどん!（太鼓から花火を発射する） | 乳頭温泉郷         | ◎乳頭温泉郷                                 |                        |                                                              | 五郎（演：阿部薫）（元恋人）                                | ★／-                           |
| 25     | 2期（2015年5月4日放送）より登場。秋田美人を思わせるような姿をしたどちゃもん。好物はバター餅、きりたんぽ、寒天料理。マタギの五郎が盗みを働くような悪い人と分かっていても、自分を愛している気持ちはしっかりと受け取ったり、乗り物酔いしてしまったるるを助けたりと情けが細やかである。2期では清掃課に捕まりかけたるるを庇ったためにグレートスイトラーに回収されてしまった。その後3期で異次元獣に組み込まれてしまうが、親友のるるや温泉同好会仲間のさすらかすら、ぎやみの活躍と、大野課長が五郎の2枚目の手紙を読んだことで無事救出された。 |                     |                                 | |                    |                                             |                        |                                                              |                                                             |                                |
| 26     | かげむしゃむしゃ | 山梨県              | 福山潤                          | ▲風林火山之ビーム | 甲府駅             | ▲昇仙峡                                     |                        |                                                              | 武田信玄（かつての主君）                                    | ★／-                           |
| 26     | 2期（2015年5月11日放送）より登場。大好物は葡萄と桃。武田信玄の影武者を務めていた過去を持つ。てれび戦士の林武尊の名前に漢字の「武」が入っているという理由で彼を第2の主君と決めた。清掃課に捕らわれた時も、カプセルの中で暴れてコチリトラーロボを転倒させたり、カプセルの中から第5やたがらす丸の逃走をサポートするなどの活躍を見せている。 |                     |                                 | |                    |                                             |                        |                                                              |                                                             |                                |
| 27     | よしばっば | 滋賀県              | 露の都                          | ▲ソロバンバーン | 琵琶湖             | ◎竹生島                                     |                        |                                                              |                                                             | ★／-                           |
| 27     | 2期（2015年5月18日放送）より登場。節約が上手なおばちゃん型のどちゃもん 。彼女に母親の面影を感じた飛永のお慈悲をかけてもらっており、生放送で飛永はよしばっばが助かるようにこっそりITAISENをサポートしていた。 |                     |                                 | |                    |                                             |                        |                                                              |                                                             |                                |
| 28     | くろはやとん | 鹿児島県            | はしのえみ                      | くろトンブレラー（和傘を回転させて飛ばす） | 鹿児島市           | ▲鹿児島湾                                   |                        |                                                              |                                                             | ★／-                           |
| 28     | 2期（2015年6月1日放送）より登場。黒豚の姿をしたどちゃもん。好物はサツマイモと薩摩揚げ。西郷隆盛に憧れている。ちゃっちゃくちゃらがラーメン屋台異次元獣戦に参戦させるどちゃもんの候補に挙げていたが、るるとの反りが合わないという理由で没になった。 |                     |                                 | |                    |                                             |                        |                                                              |                                                             |                                |
| 29     | ふくぺらぶう | 山口県              | 梶裕貴                          | プロペラペラー（髭から波動を撃つ） | 下関市             | ◎巌流島                                     |                        |                                                              |                                                             | ★／-                           |
| 29     | 2期（2015年6月8日放送）より登場。フグの姿をしたどちゃもん。好物は瓦そば、夏みかん、白餡。偉そうしているが受けた恩は忘れないようで、自分を助けた大野課長に対し、「困ったことがあれば何でも言うがよい」と言っている。後に靴下異次元獣戦に協力している。 |                     |                                 | |                    |                                             |                        |                                                              |                                                             |                                |
| 30     | ふぃろそふぃあ | 愛知県              | 長縄まりあ                      | ローズ・ドリフト（山車を回転させることで薔薇の花を大量に乱れ飛ばす） | 名古屋城           | ◎名古屋城                                   |                        | ◎名古屋テレビ塔上空                                          | 名前不明（祖母）                                            | ★／★                           |
| 30     | 2期（2015年6月15日放送）より登場。山車に乗ったからくり人形の姿をしたどちゃもん。好物は小倉トースト、味噌煮込みうどん、外郎。プライドが高いが、実は素直な性格。劇中では祖母の存在も確認されている。3期では幼馴染のうぎろうを異次元獣ごと亡き者にしようとドロゴンボールを探していたが、7つ集まった時に清掃課の3人が同時に願い事を言うヘマを犯したため、うぎろうが自分の誕生日に描いてくれた似顔絵が出てきたことにより、彼を助ける決心をする。どちゃどちゃ会議ではうぎろうを悪者扱いしてた結果お面目丸つぶれになってしまい泣き喚くふぁましすを優しく慰める優しい一面を見せていた。 |                     |                                 | |                    |                                             |                        |                                                              |                                                             |                                |
| 31     | みやこん | 京都府              | 安田美沙子                      | 大文字ファイヤー（笛を吹いて青い大文字焼きの炎を発射する） | 京都市             | ▲嵐山                                       |                        |                                                              |                                                             |                                |
| 31     | 2期（2015年7月6日放送）より登場。西陣織を着た狐のどちゃもん。御手洗団子、抹茶、稲荷寿司が大好物だが、稲荷寿司は食べると24時間術が使えなくなってしまうため弱点であるとも言える。グレートスイトラーに回収された後キメラ異次元獣にコアとして組み込まれる予定だったが、次元ホールが塞がれたことで地球に返却された。2期で回収されたどちゃもんの中で、唯一異次元獣に改造されなかったどちゃもん。 |                     |                                 | |                    |                                             |                        |                                                              |                                                             |                                |
| 32     | ぱんがやしゃーん | 沖縄県 （先島諸島） | 真栄田賢（スリムクラブ）        | オオゴマダラフラッシュ（オオゴマダラが大量の分身を作り突撃する） | 石垣島             | ▲川平湾                                     |                        |                                                              |                                                             | ★／-                           |
| 32     | 2期（2015年9月7日放送）より登場。大好物は鳳梨とソーキそば。普段は危険な目に遭わないよう結界に隠れている。笑いのツボがかなりずれており、救出ミッションでは清掃課のダジャレを面白がって笑ったことで寒いギャグ攻撃を無効化させただけにとどまらず、コチリトラーロボを転倒させたほか、カプセルの中で大野課長のダジャレを面白がって暴れたことが結果として第5やたがらす丸の追跡のサポートに繋がったりしている。 |                     |                                 | |                    |                                             |                        |                                                              |                                                             |                                |
| 33     | ちるとてーく | 沖縄県 （本島）     | 山田親太朗                      | 琉球トロピカー（ちるとてーくが三線と太鼓を演奏すると、龍がトロピカルジュースのリング状のビーム を発射する）                                                                        | 那覇市             | ◎南城市                                     |                        |                                                              |                                                             | ★／-                           |
| 33     | 2期（2015年9月14日放送）より登場。龍に乗ったシーサーの2人組のどちゃもん。好物はあちこーこー豆腐、ポークランチョンミート、黒糖、モズク。巣の中にあるお宝(沖縄の善哉)を大切にしている。そのため普段はのんびりマイペースだが、お宝の話が出されると真剣になる。ぱんがやしゃーんとは知り合い。 |                     |                                 | |                    |                                             |                        |                                                              |                                                             |                                |
| 34     | ほやのん | 福井県              | 安済知佳                        | ▲ハスッパ・スプラッシュ | 鯖江市             | ◎勝山市                                     |                        |                                                              |                                                             | ★／-                           |
| 34     | 2期（2015年9月28日放送）より登場。全身が油揚げでできた恐竜の姿をしている。福井県のことをよく知らない人が嫌いで、赤崎、武尊、飛永が購入した眼鏡に魔法をかけて外せないようにしてしまった。そしてその復讐として清掃課の超次元メガネクモリーナーによって眼鏡を汚され、元気がなくなったが、救出と同時に汚れが取れた。『どちゃもん あさめしまえ』の司会でもある。 |                     |                                 | |                    |                                             |                        |                                                              |                                                             |                                |
| 35     | おくとぱすみれ | 兵庫県              | はいだしょうこ                  | たこすみレーザー（口からレーザーを撃つ） | 宝塚市             | ◎宝塚市                                     |                        |                                                              | 長谷川俊輔（クマムシ）（ファン第1号）                       | ★／-                           |
| 35     | 2期（2015年10月12日放送）より登場。好物は明石焼きと玉葱。どちゃら塚歌劇団を創設することが夢で、劇中では団員のスカウトをしていた。2期では審査に唯一合格した虎南と初舞台に立つ筈だったが、グレートスイトラーに回収され初舞台に立てなかった。3期で異次元獣に組み込まれてしまうが、友人のおにりぃたや片思いしているもさくの活躍、ファン第1号である長谷川の説得もあって無事救出された。 |                     |                                 | |                    |                                             |                        |                                                              |                                                             |                                |
| 36     | みぽんひめ | 愛媛県              | 水樹奈々                        | はいくでざぶーん（オールをかき回して水飛沫を発射する） | 松山市             | ▲松山城                                     |                        |                                                              |                                                             | ★／-                           |
| 36     | 2期（2015年10月19日放送）より登場。好物は蜜柑とじゃこ天。もさくを兄のように慕っている。初登場時は最強の短冊を使ってコチリトラーロボを吹っ飛ばし、その強さを遺憾なく発揮していた。もさくの救出の際にはもさくとの連携プレーでコチリトラーロボを転倒させたり、もっともパワーが強いブーストアイテムの備長炭ともさくの好物の梅干しを大量に用意するなどの活躍を見せた。 |                     |                                 | |                    |                                             |                        |                                                              |                                                             |                                |
| 37     | かっぱろけ | 茨城県              | 飛田展男                        | ▲ネバネーバ・ショット（頭から納豆を勢いよく発射する） | 龍ケ崎市           | ◎牛久沼                                     | なっとう               |                                                              |                                                             | ★／-                           |
| 37     | 2期（2015年10月26日放送）より登場。徳川光圀の姿をした河童のどちゃもんで、尻についたロケットからジェット噴射をして空を飛ぶ。大好物は納豆巻き、かっぱ巻き、メロン。ネット上では荒っぽいようだが、本当は大人しくて善良な性格。てれび戦士の勧めでパンポンの試合をしてネット上で喧嘩したとちぼるた、はにまじんと仲直りを試みるが、何かの企みがあると勘違いしたとちぼるた のメッタ打ちを食らったり、とちぼるたに跳ね飛ばされて清掃課に捕まりかけるなどの散々な目に遭ってしまった。 |                     |                                 | |                    |                                             |                        |                                                              |                                                             |                                |
| 38     | どもっこす | 熊本県              | 田尻浩章                        | 怒顔面（怒りの表情で突進する） | 熊本市             | ◎熊本城                                     |                        | ◎熊本市 ▲水前寺清子のレコード                                | 獅子頭アケミ（演：森千晃）（友人）                          | ★／★                           |
| 38     | 2期（2015年11月9日放送）より登場。アケミという金魚の友人がいる。2期では清掃課の匂い玉で気絶させられた上にアケミが人質に取られ、3期ではあまあま汁で赤ん坊にされ、さらにはアケミが清掃課に騙されるなど、度々清掃課の被害者になっている。 |                     |                                 | |                    |                                             |                        |                                                              |                                                             |                                |
| 39     | ももふぇ | 岡山県              | 金元寿子                        | ピーチ・ストリーム（本を閉じて爆風を起こす） | 新庄村             | ◎倉敷市                                     |                        |                                                              |                                                             | ★／-                           |
| 39     | 2期（2015年12月7日放送）より登場。鬼になった大悟14号に捕まってしまうが、大悟14号が元に戻った後にてれび戦士が瓢箪の栓を開けたことで助かった。自分の巣に財宝（金のきびだんご）を隠している。 |                     |                                 | |                    |                                             |                        |                                                              |                                                             |                                |
| 40     | もさく | 和歌山県            | 龍田直樹                        | へいへいまるターン（体を回転させて輪切りの丸太を飛ばす） 清く正しく美しい羽 | 田辺市             | ▲白浜町                                     |                        | ◎和歌山城西之丸庭園 ▲胡麻豆腐                                |                                                             | ★／★                           |
| 40     | 2期（2016年1月11日放送）より登場。モササウルスの姿をしたどちゃもん。好物は蜜柑と梅干し。演歌を歌うのが好きで、好きな曲は与作。みぽんひめにとっては兄のような存在。3期では超次元イケメンスプレーで人間の青年の姿になったが、これはおくとぱすみれに片思いしているためであった。異次元獣戦で彼女を救出した後、ファン第1号ことクマムシ長谷川に次ぐ「おくとぱすみれのファン第2号」を自称する。 |                     |                                 | |                    |                                             |                        |                                                              |                                                             |                                |
| 41     | うぎろう | 岐阜県              | 平野綾                          | ▲カミオカンデ・アタック（兜からビームを撃つ） | 岐阜市             | ◎岐阜城 ▲岐阜城上空                         |                        |                                                              | 小沢一敬（スピードワゴン）（元芸人コンビの相方）            | ★／-                           |
| 41     | 2期（2016年1月18日放送）より登場。鵜の姿をしたどちゃもんで、ふぃろそふぃあの幼馴染。織田信長に憧れており、白川郷の合掌造りを模した兜と赤いマント、サスペンダー付きの美濃焼を身に纏っている。大好物はアユと五平餅。怒りっぽい性格だが、ふぃろそふぃあの誕生日にはプレゼントを贈ったり、卒業論文には「世界を喜びと笑顔で一杯にしたい」と書いたり、元相方の小沢一敬を陰で応援したりするなど本当は優しい心の持ち主。2期で天下統一の野望が増幅してチリトラーを乗っ取ろうとするが、それを逆手に取られたことでグレートスイトラーに回収されてしまう。そして3期で異次元獣に組み込まれてしまったが、ふぃろそふぃあやかざまのおどの活躍、元相方である小沢の説得もあって無事救出された。 |                     |                                 | |                    |                                             |                        |                                                              |                                                             |                                |
| 42     | ぎやみ | 宮城県              | 島﨑信長                        | シャークフィンカッター（体を回転させてふかひれのような三日月型の武器を飛ばす） 東北ホットスプリング（巨大な虹色の温泉マークを飛ばす） 花火攻撃                                     | 仙台市             | ▲仙台市                                     |                        | ◎仙台城跡 ▲伊達政宗騎馬像                                    |                                                             | ★／★                           |
| 42     | 2期（2016年2月1日放送）より登場。ヨシキリザメの姿をしたどちゃもん。どちゃもん界の雑誌LEOSOのカリスマモデル。こまちまちこに好意を抱いているが、何回デートに誘っても断られているらしい。3期ではこまちまちこを助け出した後、どちらがこまちまちこを幸せにするかでさすらかすらと喧嘩になりかけたが、こまちまちこの「みんなで温泉旅行に行こう」という提案により丸く収まった。 |                     |                                 | |                    |                                             |                        |                                                              |                                                             |                                |
| 43     | さすらかすら | 福島県              | 渡辺俊美（TOKYO No.1 SOUL SET） | うまっこディストーション（ギターを弾いて音符型のエネルギーを発射する） 東北ホットスプリング スーパーうまっこディストーション 花火攻撃                                              | 磐梯山             | ◎猪苗代湖                                   |                        | ◎いわき市 暮らしの伝承郷 ▲赤べこ                             |                                                             | ★／★                           |
| 43     | 2期（2016年2月8日放送）より登場。カラフルな髪が目を引く三春駒の姿をしたどちゃもん。好物はワカサギ、クリームボックス、なみえ焼きそば。弾き語りが得意でミュージシャンとしても活躍している。ぎやみ同様こまちまちこに思いを寄せており、バレンタインデーにこまちまちこから貰ったチョコレートを大切に保管している。2期では勇気のないヘタレだったが、大野課長らの雪合戦の試合を見て考えを改め、カメラ異次元獣戦に協力。その際には喜多方ラーメンで飛永と大水の気を引かせて狩野英孝をチリトラーから脱出させるファインプレーを見せた。3期では異次元獣戦を経験したことで心が成長して勇敢になっており、スーパーうまっこディストーションでコチリトラーロボをバリア諸共粉砕するという強さを見せた。異次元獣戦でこまちまちこを助け出した後、「これからは僕のギターでこまちまちこを幸せにしてあげるよ」と優しい言葉をかけた。 |                     |                                 | |                    |                                             |                        |                                                              |                                                             |                                |
| 44     | わんこねるら | 岩手県              | 浅沼晋太郎                      | おわんアタック（お椀の帽子を投げつける） 東北ホットスプリング | 一関市             | ▲岩手山                                     |                        | ◎雫石町上空 ▲金のお椀                                        |                                                             | ★／★                           |
| 44     | 2期（2016年2月15日放送）より登場。体がわんこそばでできた姿をしたどちゃもん。好物はわんそこば、餅、じゃじゃ麺。2期では赤崎月香、ぎやみ、さすらかすらの活躍で救出されたが、3期ではよすがんごとグレートスイトラーに回収されてしまった。このため、こまちまちこに片思いしている東北温泉同好会仲間のどちゃもんの中で唯一彼女を助けに行くことができなかった。その後キメラ異次元獣にコアとして組み込まれる予定だったが、次元ホールが塞がれたため、地球に返却された。 |                     |                                 | |                    |                                             |                        |                                                              |                                                             |                                |
| 45     | うさきゅう | 鳥取県              | 下田麻美                        | 砂かけツイスター（砂で渦を作って発射する） | 温泉旅館           |                                             |                        | ◎境港市 水木しげるロード ▲鬼太郎のブロンズ像                 |                                                             | ★／★                           |
| 45     | 3期（2016年5月9日放送）より登場。ウサギの姿をしており、探偵帽とマント、ルーペ付きの蝶ネクタイを身に纏っている。好物は二十世紀梨。ぷうかの親友。ぷうかの救出週では偵察で収穫が何一つなかったあかのやまをメッタ打ちにしており、その上で自身はぷうかの救出の重要材料となる二郎さんのラジカセの入手に成功した。 |                     |                                 | |                    |                                             |                        |                                                              |                                                             |                                |
| 46     | ふぁましす | 富山県              | 上田麗奈                        | 墨心丹（烏賊を銃のように使って墨を撃つ） | 南砺市の公民館     |                                             |                        | ◎南砺市 南砺チューリップ公園                                 |                                                             | ★／★                           |
| 46     | 3期（2016年6月20日放送）より登場。きっちりがモットーで服装の乱れすら指摘するほどだが、その一方で受けた恩は忘れない律儀な性格。薬づくりの名人で「キッチリンA」という薬を作り、これによりウイルスに感染した第5やたがらす丸は正常化した。本編では清掃課の罠によって結界に閉じ込められたり、自身が生成したよすがんがグレートスイトラーに回収されたり、うぎろう異次元獣との戦いの直前で清掃課のニセうぎろう卒論を信じた上にそれを地元県民や他県のどちゃもんに信じ込ませてしまったために結果として異次元獣の強化をお手伝いしてしまう大失態を犯し、地球を滅ぼしかけた大裏切り者同然となりお面目丸潰れになってしまうなど、立て続けにアンラッキーな目に遭っていた。どちゃどちゃ会議の後、本来は善人であったうぎろうを悪人扱いしたことと、超次元帝国清掃課の味方をしてしまったことの罪滅ぼしとしてうぎろう救出戦に協力した。 |                     |                                 | |                    |                                             |                        |                                                              |                                                             |                                |
| 47     | ぴぴた | 香川県              | 合田明日佳                      | ▲うちわでブアッ | 金刀比羅宮         |                                             |                        | ◎小豆島 寒霞渓 ▲讃岐うどん                                   |                                                             | ★／★                           |
| 47     | 3期（2016年6月27日放送）より登場。好物は饂飩とパスタ。パスタを食べたら香川県民に怒られると考えてしまうほど弱虫かつ優柔不断な性格だが、辻との交流で少し自信を持つことができるようになった。 |                     |                                 | |                    |                                             |                        |                                                              |                                                             |                                |
| 48     | だまちゃだめ | 山形県              | 武田直人                        | ▲さくらんぼーん | 寒河江市の河川敷   |                                             |                        | ◎上山市 ラ・フランス畑上空 ▲ラ・フランス                     |                                                             | ★／★                           |
| 48     | 3期（2016年10月10日放送）より登場。飛永と同じくぱペラーであったことから彼にお慈悲をかけてもらっており、生放送で敵対するようになってもそのことは忘れておらず、終盤には飛永を「気の毒だ」と気遣う言葉も口に出していた。 |                     |                                 | |                    |                                             |                        |                                                              |                                                             |                                |
| 49     | おにりぃた | 大分県              | 岩男潤子                        | アツアツ温泉バースト（金棒から温泉を噴射する） 清く正しく美しい羽 | 別府市 血の池地獄  |                                             |                        | ◎由布市 塚原温泉火口乃泉の上空 ▲唐揚げ                       |                                                             | ★／★                           |
| 49     | 3期（2016年10月17日放送）より登場。鬼の姿をした女の子のどちゃもん。好物は唐揚げ。天馬係長を金棒で吹き飛ばしてしまうほどの怪力。前述のぷうかやおくとぱすみれとは野球仲間。特におくとぱすみれとはビラ配りを手伝うほどの仲良しで、彼女からもらった言葉を大切にしている。 |                     |                                 | |                    |                                             |                        |                                                              |                                                             |                                |
| 50     | ひがたろう | 佐賀県              | 井上剛                          | ▲ワラスボハリケーン | 鹿島市の干潟       |                                             |                        | ◎鹿島市の干潟 ▲原田と竜心が作ったムツゴロウの形をした羊羹    |                                                             | ★／★                           |
| 50     | 3期（2016年10月24日放送）より登場。ムツゴロウの姿をしたどちゃもん。好物は羊羹。後ろ向きな性格で佐賀県や自分のことを批判されると透明になって姿を消してしまう。しかし接点がないおくとぱすみれの救出を強く願うなど、思いやりの心はしっかりと持っている模様。 |                     |                                 | |                    |                                             |                        |                                                              |                                                             |                                |
| 51     | がんぐろう | 栃木県              | 成田紗矢香                      | | 宇都宮市           |                                             |                        |                                                              |                                                             | ★／-                           |
| 51     | スピンオフアニメ「どちゃもんじゅにあ」が初出のどちゃもん。同じ栃木県のどちゃもんであるとちぼるたのことは「先輩」づけして呼ぶ。木でできた玩具の車のような姿をしており、タイヤは前輪が干瓢巻き、後輪が湯葉に包まれた干瓢巻きになっており、手はトチノキの葉のようになっている。また八染躑躅のプロペラを回転させることでヘリコプターのように空も飛べる。好物は干瓢巻きと栃木県の郷土料理の耳うどん、しもつかれ。『Let’s天才てれびくん』本編には3期（2016年11月16日放送）で初登場した。とちぼるたを庇って土手っ腹に水を喰らいダウンしたが、ITAISENが作った「フクベタンA」のお陰で元気になり、とちぼるたに自ら友人になることを申し出たことで、とちぼるたがオモイデ界を開くきっかけを作ってくれた。どちゃとぴあを卒業してから1日後の登場だったため清掃課がその存在を把握しているわけもなく、飛永はがんぐろうを「訳の分からない物体」呼ばわりしていた。 |                     |                                 | |                    |                                             |                        |                                                              |                                                             |                                |

## 用語
オモイデ界
2016年度に登場する各都道府県の記憶の世界で、その都道府県に対応するどちゃもんが呪文を唱える（回によっては特定のアイテムが必要になる事も）事で開かれる。
よすがん
オモイデ界のエネルギーの結晶体。白い如意宝珠のような形状で、側面に円い窓が1つあり、中には黄色い光の玉が入っている。どちゃもんがその都道府県に対応するオモイデ界に入ってそれぞれ異なる特定の行動を取る事で生み出される。故郷を思う心を呼び覚ます「サトゴコロン」という物質でできており、洗脳・記憶操作を施されて新型異次元獣にされたどちゃもんの記憶を回復させる効果を持つ。

## どちゃもん じゅにあ
『どちゃもん じゅにあ』は、NHK Eテレで放送された日本のテレビアニメ作品。

### 概要
2014年3月31日から3年間放送された『Let's天才てれびくん』のスピンオフアニメである。
2015年度・2016年度の後期に月曜日の天てれアニメ枠で放送された。

### ストーリー
日本全国、47の都道府県にはそれぞれ「どちゃもん」という守護精霊が存在する。そしてどちゃもんの故郷たる不思議の世界「どちゃとぴあ」には、一人前のどちゃもんになる事を夢見て修行に励むどちゃもんたちがいる。これはその「どちゃもんじゅにあ」たちが、一人前を目指し日々奮闘する物語である。

### キャラクター
エンディング及び公式サイトにはしろ～ぱぴっぷるのみ声優が記載。

#### どちゃもんじゅにあ
以下に挙げたどちゃもん以外にもモブキャラは大量に登場する。
しろ
声：下和田ヒロキ
本作の主人公。柏餅のようなシンプルな体型のため、「成長できていない」と密かに悩んでいる。「立派」「卒業」という言葉を聞くと周囲が見えなくなり暴走する。体は非常に弾力があり、引っ張ると伸びる。普段はじぇくたんが経営する喫茶「おいしい」（メニューがミルクしかない）で働いている(ただし遅刻ばかりしている)。
ちゅちゅり
声：柚木涼香
どちゃとぴあ一番のアイドルである、目立ちたがり屋で元気な女の子。頭に雪が積もった木の髪飾りを付けていて、チューリップのようなワンピースを着ている。またちゅちゅり放送局（いわゆる公共放送、お便りコーナーの名称でもある）の局長でもある。普段は音痴（本人は「緊張して上手く歌えない」と評している）だが、しろだけがいる場合のみ上手に歌える。おくとうぃんぐに好意を寄せていて、様付けで呼び追いかけ回している。
おくとうぃんぐ
声：菅沼久義
タコの足がついた鳥のような姿をしている青年。後に腹部にタマネギの模様が現れている。どちゃとぴあではどんなことも上手にこなすヒーローのような存在で、どちゃとぴあを一番早く卒業すると噂されている。実はしろをライバル視している。
でにら
声：ふくまつ進紗
ジーンズを履いた魚のような姿をしている男の子。後に顔に黄色い髭が生えた。履いているジーンズは無限に脱ぐことができ、沢山脱いだジーンズを結んで投げ縄として使ったこともある。クールでいたずら好き。何をしでかすかわからないしろを面白がり、一緒に遊ぶ。釣りが好き。
やえこ
声：佐々木日菜子
頭にハイビスカスの花を付け、甲羅がマンゴーになっている亀の女の子。ぱぴっぷるの親友。おっとりしていて物静かな性格で、絵が大好き。だが自身の描いた絵を褒められると、恥ずかしがり首を引っ込めてしまう。亀故か、歩く速度は非常に遅い。
ぱぴっぷる
声：成田紗矢香
お喋りで噂好きの女の子。やえこの親友。全体が明るい紫色の蝶の姿をしていて、頭部にはヘタがある。口癖は「チョー○○」。空を飛ぶ能力を生かして配達員の仕事をしているが、配達ミスも多い。
お便りコーナー「ちゅちゅり放送局」のオープニングでは手紙を運んでいるが、まれに配達物の量が大幅に増え、非常に重たそうにしているぱぴっぷるのシーンが流れる回がある。
がんぐろう
声：成田紗矢香
木でできた玩具の車の姿をしている男の子。手にはコントローラーを持っていて、自分で自分を操縦する。タイヤは干瓢巻き。他のどちゃもんよりも大きめのため、よくしろ達を乗せて運転している。非常にのんびりした性格。
どちゃとぴあ卒業が決まった際に後輪が湯葉に包まれ、両手が栃の木の葉になり、八染躑躅のプロペラが現れた。初めは新しい世界に行くことを躊躇していたが、しろの言葉で覚悟を決めて卒業、栃木県のどちゃもんとなった。八染躑躅のプロペラが出現してからは空も飛べるようになった。どちゃとぴあ卒業後も時折登場していた。
『Let's天才てれびくん』本編での活躍についてはどちゃもん#一覧を参照。
じぇくたん
声：ノンクレジット
喫茶「おいしい」のマスター。頭部は山葵が頭部に乗ったプロジェクタのような形をしており、いろいろな映像を映し出すことができる（喋る時は青白い顔が投影される）。赤ちゃんのようなよだれ掛けを着けている。後に蕎麦のような尻尾が生えた。普段は片言で喋るが、頭の中にコオロギが入るとハイテンションになり、日本の風景を映し出す。
さんさんさん
声：ノンクレジット
桜色の小袖と緋色の袴を着た少女。物知りで皆から慕われている、お姉さんのような存在。普段は優しく丁寧だが、怒ると太鼓の頭が反転し裏側の怖い顔になり、非常に荒々しい口調に変わる。どちゃとぴあと日本を繋ぐ橋をいつも箒で掃除しており、勝手に渡ろうとする者は絶対に許さない。
ぽてばたほくほく
声：ノンクレジット
じゃがバターに似た巨大などちゃもん。全く喋らず、いつもゴロゴロしている。体内には小さなぽてばたほくほくが大量に棲息している。
ぎんが
声：ノンクレジット
顔が銀杏で手足が煉瓦の男の子。2期で卒業したがんぐろうに代わって登場した。皆からは甘やかされているが、その本性は非常に腹黒い。普段は可愛らしい顔だが、一人になると恐ろしい形相に変化、語尾も「なのです」から「なのだ」へと変わる。どちゃとぴあの征服を企むが、いつも空回りしてしまう。

#### その他
茂木淳一
声：本人
2015年度最終回に登場。本編にも登場する「ニュース深追い」のリポーター。突如現れたしろのことをリポートしていた。

### 用語
どちゃとぴあ
このアニメの舞台で、見習いどちゃもん「どちゃもんじゅにあ」が暮らしている異世界。日本とはさんさんさんが管理する橋で繋がっているが、勝手に渡ることは固く禁じられている。そのため、事故で日本に行ってしまったしろ達を除き、日本の存在自体知らないどちゃもんじゅにあがほとんどである。
どちゃもんじゅにあ
日本全国の都道府県の精霊「どちゃもん」の見習い。どちゃとぴあで暮らしながら修行を積む。生まれたばかりの頃はシンプルな外見だが、成長により身体から担当予定の都道府県を象徴するパーツが生えてくる。成長しきるとどちゃとぴあ中からどちゃだまが集まり、どちゃもんが橋を渡ると上空にそのどちゃもんの姿を都道府県の形に当てはめたイラストが浮かび上がる。これを「卒業」と呼ぶ。
なお、卒業前のどちゃもんじゅにあでも日本に行くことは（基本的には禁止だが）一応可能だが、人間や卒業後のどちゃもんと比べてサイズが非常に小さく描写されている。また、どちゃもんじゅにあが日本に長居し過ぎると身体の色が薄くなっていき、完全に透明になるとどちゃとぴあへと強制送還されてしまう。卒業済みのどちゃもんがどちゃとぴあに戻る場合どうなるかは描写されていないため不明。
また、どちゃもんじゅにあ及びどちゃとぴあを卒業したばかりのどちゃもんは必殺技を持たない。
どちゃだま
本編「Let's天才てれびくん」にも登場する、どちゃもんが作り出すエネルギー弾。ただし、どちゃもんじゅにあはその正体や用途については全く知らない。
どちゃもんじゅにあの誰かの卒業が決まると、どちゃとぴあの各所から出現して橋の向こう岸へと集まる。

### 放映リスト

#### 2015年度
| 話数   | サブタイトル             | 放送日         |
| ------ | ------------------------ | -------------- |
| 第1話  | ぼくはしろ               | 2015年10月05日 |
| 第2話  | かんばんかきたい！       | 2015年10月12日 |
| 第3話  | ないしょのはっぱ         | 2015年10月19日 |
| 第4話  | ひかるたまをおいかけろ！ | 2015年10月26日 |
| 第5話  | ぬいでもぬいでも         | 2015年11月09日 |
| 第6話  | もりのまもの             | 2015年11月16日 |
| 第7話  | おそるべきライバル！     | 2015年11月23日 |
| 第8話  | みんなでぺこぺこ         | 2015年12月07日 |
| 第9話  | たからのちず             | 2015年12月14日 |
| 第10話 | うわさのうわさ           | 2016年01月11日 |
| 第11話 | ぽくはぽてばたほくほく   | 2016年01月18日 |
| 第12話 | スーパーじぇくたん       | 2016年01月25日 |
| 第13話 | みんなでぱらぱら         | 2016年02月01日 |
| 第14話 | さよなら おくとうぃんぐ  | 2016年02月08日 |
| 第15話 | はしのむこう             | 2016年02月15日 |
| 第16話 | ニッポン                 | 2016年02月22日 |

#### 2016年度
| 話数   | サブタイトル               | 放映日         |
| ------ | -------------------------- | -------------- |
| 第17話 | かえってきたしろ           | 2016年10月10日 |
| 第18話 | もういちどニッポンへ       | 2016年10月17日 |
| 第19話 | みんなのおしごと           | 2016年10月24日 |
| 第20話 | パーツがはえてきた         | 2016年11月07日 |
| 第21話 | さよなら がんぐろう        | 2016年11月14日 |
| 第22話 | そして だれもいなくなった  | 2016年11月21日 |
| 第23話 | あらたなる どちゃもん      | 2016年12月05日 |
| 第24話 | なまえは ぎんが            | 2016年12月12日 |
| 第25話 | ぽてばたほくほくのなかへ   | 2017年01月09日 |
| 第26話 | たのしい おんがくかい      | 2017年01月16日 |
| 第27話 | ぎんがのやぼう             | 2017年01月23日 |
| 第28話 | ぽてばたほくほくがいっぱい | 2017年01月30日 |
| 第29話 | ふたたびスーパーじぇくたん | 2017年02月06日 |
| 第30話 | ぺらぺらびろーん           | 2017年02月13日 |
| 第31話 | みんなでニッポン           | 2017年02月20日 |
| 第32話 | ニッポンだいぼうけん       | 2017年02月27日 |

### スタッフ
- 監督 - 大山慶（第1期）、こづつみPON（第2期）
- 脚本 - 田辺茂範
- 音楽 - 岡村みどり
- アニメーションプロデューサー 廣瀬秋馬
- 制作統括 - 山田淳、坂田淳
- アニメーション制作 - CALF

### 主題歌
オープニングテーマ「らちゃるら どちゃもん じゅにあ!!」
作詞 - 大森祥子 / 作曲 - 岡村みどり / 歌 - ちゅちゅり（柚木涼香）
エンディングテーマ「おそろいの今日」
作詞 - 大森祥子 / 作曲 - 岡村みどり / 歌 - しろ（下和田ヒロキ）

### 関連商品

#### サウンドトラック
- NHK Let's天才てれびくん サウンドトラック（2017年）

上記のオープニングテーマ「らちゃるら どちゃもん じゅにあ!!」とエンディングテーマ「おそろいの今日」を収録。

### 放送局
| 放送期間                                                                   | 放送時間           | 放送局 | 対象地域 | 備考                  |
| -------------------------------------------------------------------------- | ------------------ | ------ | -------- | --------------------- |
| 第1期：2015年10月5日 - 2016年2月22日 第2期：2016年10月10日 - 2017年2月27日 | 月曜 18:45 - 18:54 | Eテレ  | 日本全域 | Let's天才てれびくん内 |

## どちゃもん あさめしまえ
『どちゃもん あさめしまえ』は、NHK Eテレで2016年4月10日から2018年4月1日まで放送したクイズ番組である。

### 概要
『Let’s天才てれびくん』のスピンオフ番組。データ放送を活用したクイズやゲームに参加できる双方向番組。
母体となった『Let’s天才てれびくん』は2017年3月で終了したが、当番組は同年4月以降も継続していて、どちゃンプを集める設定になっていた。

### 出演者
なだぎ武
福井県にある電器店「なだぎ電器」の店主。元々は大阪に住んでいてロックンローラーになるのが夢だったが、祖父が経営していた店の代を引き継ぐために故郷の福井に戻り、店を切り盛りしている。ほやのんには「武」と呼ばれている。口癖は「あさめしまえだ！」。
ほやのんには度々「店を元に戻してくれ」と文句を言い、彼女からも「クイズに正解できれば戻してやる」と言われているが、毎回のように誤答してはほやのんに解説されるのがお約束となっている。
ゲームでは毎回お邪魔キャラ「コウモリ武」を出現させたりご当地アイテムをコウモリ武に変化させたりして、こちら側の妨害をしてくる。
2017年度ではほやのんバスの運転をさせられている。
姉のなだ子曰く、子供の頃は泣き虫だったらしい。
ほやのん
声：安済知佳
福井県のどちゃもんで、当番組の司会・進行役。全国の視聴者に「どちゃもん」達の事をもっとよく知ってもらおうと、得意の魔法で「なだぎ電器」を勝手にスタジオ（2016年度） / ほやのんバス（2017年度）にリフォームした。そのため武には恨まれていたが、最終的に友情を築いた。
基本的にフリーダムな言動で武を振り回しているが、たまに振り回されることがある。クイズではジェスチャーヒントをすることがあるが、手足が短いため武には「ヒントになってない」と批判されている。ヒントを歌で出すこともあるが、非常に音痴。ゲームでは妨害をする武に対し、「ミラクルタイム」を発生させこちら側の援助をしてくれる（ただし、稀に反撃されることがある）。
また、当番組のタイトルロゴに、ほやのん自身の眼鏡が使われている。
なだぎなだ子
演：なだぎ武
武の姉。フラメンコダンサーのような服装で、ほやのんには「なだ子さん」と呼ばれている。
弟と同じくクイズの成績は芳しくないが、非常にヒステリックな性格なので、自分の不正解をいつもほやのんのせいにして当たり散らかしている。そのため、ほやのんは彼女のことが苦手。
なだぎ一郎
演：なだぎ武
武の兄（なだ子の兄か弟かは不明）。七三分けに眼鏡をかけ、スーツを着ている。ほやのんには「一郎さん」と呼ばれている。
一人称は「私」で常に敬語で話す。毎度の如く「エリート」を自称するが、武やなだ子と同じくクイズには全く正解できない。
なだ子よりも登場頻度は低い。

### コーナー
どちゃクイズ
1回の放送につき2問出題。出題される4択のクイズに4色ボタンを使い解答する。
2016年度の1問目は、画面を覆う雲を決定ボタンを連打して消し、現れたどちゃもんの名前を解答する。
2016年度の2問目及び2017年度は、映像を見て問われた問題に解答する。
どちゃゲーム めいぶつGO!GO!
2017年度では回によって2種類のうちどちらかのゲームが選ばれる。
- 横スクロール

2016年度では上半期に実施。
スケボーに乗ったどちゃもん（2016年度） / ほやのんバス（2017年度）を操作し、ご当地アイテムを集める。左右ボタンで移動し、決定ボタンでジャンプ。ジャンプ中にもう一度決定ボタンを押すとさらに高く飛び上がり、左右ボタンを押すと空中で移動ができる。ご当地アイテムごとに異なるポイントが割り当てられているが、岩・爆弾・コウモリ武（2017年度のみ）に当たると獲得したポイントが減ってしまう。2017年度の一部の回では武がご当地アイテムをコウモリ武に変えたり、ほやのんがミラクルタイムを発動させコウモリ武を得点アイテムに変えたりする場合がある。
- 迷路

通称「パート2」。2016年度では下半期に実施。
パックマンの要領でどちゃもん（2016年度） / ほやのんバス（2017年度）を操作し、ご当地アイテムを集める。上下左右ボタンで移動。壁にぶつかるまでどちゃもん / ほやのんバスは止まらない。迷路内をうろつくコウモリ武にぶつかってしまうと、ポイントが減り初期位置に戻されてしまう。ご当地アイテムごとに異なるポイントが割り当てられている点は同じだが、一定時間が経過すると道の空いた部分に補充される。回によっては、途中で武がコウモリ武を増やしたり（稀にゲーム開始時点で複数匹出現する場合あり）、ほやのんがミラクルタイムを発動させコウモリ武を得点アイテムに変えたりする場合がある。

### 放映リスト

#### 2016年度 なだぎ電器
| 放送回 | 放映日         | ゲストどちゃもん   | ゲストどちゃもん | ゲストどちゃもん       |
| 放送回 | 放映日         | 名称               | 都道府県         | 声優名                 |
| ------ | -------------- | ------------------ | ---------------- | ---------------------- |
| 第1回  | 2016年4月10日  | はにまじん         | 群馬             | 小倉唯                 |
| 第2回  | 2016年4月17日  | かざまのおど       | 青森             | 高岡瓶々               |
| 第2回  | 2016年4月17日  | ちゃっちゃくちゃら | 福岡             | 阿澄佳奈               |
| 第3回  | 2016年4月24日  | もものうち         | 東京             | 大水洋介               |
| 第3回  | 2016年4月24日  | てげてげ           | 宮崎             | 咲野俊介               |
| 第4回  | 2016年5月1日   | ももふぇ           | 岡山             | 金元寿子               |
| 第4回  | 2016年5月1日   | はまじゅん         | 大阪             | 植田佳奈               |
| 第5回  | 2016年5月8日   | てげてげ           | 宮崎             | 咲野俊介               |
| 第5回  | 2016年5月8日   | はにまじん         | 群馬             | 小倉唯                 |
| 第6回  | 2016年5月15日  | けにまぬがあ       | 石川             | 水谷優子               |
| 第6回  | 2016年5月15日  | もものうち         | 東京             | 大水洋介(ラバーガール) |
| 第7回  | 2016年5月22日  | にんまる           | 三重             | 浅野真澄               |
| 第7回  | 2016年5月22日  | かさぽんたす       | 徳島             | 逢坂力                 |
| 第8回  | 2016年5月29日  | はまじゅん         | 大阪             | 植田佳奈               |
| 第8回  | 2016年5月29日  | かざまのおど       | 青森             | 高岡瓶々               |
| 第9回  | 2016年6月5日   | ちゃっちゃくちゃら | 福岡             | 阿澄佳奈               |
| 第9回  | 2016年6月5日   | けにまぬがあ       | 石川             | 水谷優子               |
| 第10回 | 2016年6月12日  | かさぽんたす       | 徳島             | 逢坂力                 |
| 第10回 | 2016年6月12日  | にんまる           | 三重             | 浅野真澄               |
| 第11回 | 2016年6月19日  | だんきち           | 埼玉             | BIKKE                  |
| 第11回 | 2016年6月19日  | くろはやとん       | 鹿児島           | はしのえみ             |
| 第12回 | 2016年6月26日  | ぴぱざえもん       | 長崎             | 松尾伴内               |
| 第12回 | 2016年6月26日  | ぷにょら           | 神奈川           | 野中藍                 |
| 第13回 | 2016年7月3日   | ふぃろそふぃあ     | 愛知             | 長縄まりあ             |
| 第13回 | 2016年7月3日   | だんきち           | 埼玉             | BIKKE                  |
| 第14回 | 2016年7月10日  | ぎやみ             | 宮城             | 島﨑信長               |
| 第14回 | 2016年7月10日  | うめたろう         | 高知             | ビーグル38能勢         |
| 第15回 | 2016年7月17日  | ちるとてーく       | 沖縄             | 山田親太朗             |
| 第15回 | 2016年7月17日  | きんしゃか         | 奈良             | 池田昌子               |
| 第16回 | 2016年9月4日   | ぷにょら           | 神奈川           | 野中藍                 |
| 第16回 | 2016年9月4日   | ふぃろそふぃあ     | 愛知             | 長縄まりあ             |
| 第17回 | 2016年9月11日  | うめたろう         | 高知             | ビーグル38能勢         |
| 第17回 | 2016年9月11日  | ふくぺらぶう       | 山口             | 梶裕貴                 |
| 第18回 | 2016年9月18日  | きんしゃか         | 奈良             | 池田昌子               |
| 第18回 | 2016年9月18日  | ぴぱざえもん       | 長崎             | 松尾伴内               |
| 第19回 | 2016年9月25日  | くろはやとん       | 鹿児島           | はしのえみ             |
| 第19回 | 2016年9月25日  | ぎやみ             | 宮城             | 島﨑信長               |
| 第20回 | 2016年10月2日  | はくばまる         | 長野             | 伊東健人               |
| 第20回 | 2016年10月2日  | ちるとてーく       | 沖縄             | 山田親太朗             |
| 第21回 | 2016年10月9日  | ぎゅたあく         | 静岡             | LITTLE                 |
| 第21回 | 2016年10月9日  | ももふぇ           | 岡山             | 金元寿子               |
| 第22回 | 2016年10月16日 | ふくぺらぶう       | 山口             | 梶裕貴                 |
| 第22回 | 2016年10月16日 | はくばまる         | 長野             | 伊東健人               |
| 第23回 | 2016年10月23日 | もさく             | 和歌山           | 龍田直樹               |
| 第24回 | 2016年10月30日 | ぷうか             | 広島             | 新谷真弓               |
| 第24回 | 2016年10月30日 | さすらかすら       | 福島             | 渡辺俊美               |
| 第25回 | 2016年11月6日  | みぽんひめ         | 愛媛             | 水樹奈々               |
| 第25回 | 2016年11月6日  | しーびー282        | 千葉             | 樫井笙人               |
| 第26回 | 2016年11月13日 | うさきゅう         | 鳥取             | 下田麻美               |
| 第26回 | 2016年11月13日 | とちぼるた         | 栃木             | 柚木涼香               |
| 第27回 | 2016年11月20日 | こめくるりん       | 新潟             | 杉山佳寿子             |
| 第27回 | 2016年11月20日 | もさく             | 和歌山           | 龍田直樹               |
| 第28回 | 2016年11月27日 | かげむしゃむしゃ   | 山梨             | 福山潤                 |
| 第28回 | 2016年11月27日 | ぴぴた             | 香川             | 合田明日佳             |
| 第29回 | 2016年12月4日  | さすらかすら       | 福島             | 渡辺俊美               |
| 第29回 | 2016年12月4日  | うさきゅう         | 鳥取             | 下田麻美               |
| 第30回 | 2016年12月11日 | しーびー282        | 千葉             | 樫井笙人               |
| 第30回 | 2016年12月11日 | わんこねるら       | 岩手             | 浅沼晋太郎             |
| 第31回 | 2016年12月18日 | ぴぴた             | 香川             | 合田明日佳             |
| 第31回 | 2016年12月18日 | ぷうか             | 広島             | 新谷真弓               |
| 第32回 | 2016年12月25日 | とちぼるた         | 栃木             | 柚木涼香               |
| 第32回 | 2016年12月25日 | かげむしゃむしゃ   | 山梨             | 福山潤                 |
| 第33回 | 2017年1月8日   | ずぶろん           | 島根             | 三宅健太               |
| 第33回 | 2017年1月8日   | ぎゅたあく         | 静岡             | LITTLE                 |
| 第34回 | 2017年1月15日  | わんこねるら       | 岩手             | 浅沼晋太郎             |
| 第34回 | 2017年1月15日  | みぽんひめ         | 愛媛             | 水樹奈々               |
| 第35回 | 2017年1月22日  | おにりぃた         | 大分             | 岩男潤子               |
| 第35回 | 2017年1月22日  | ふぁましす         | 富山             | 上田麗奈               |
| 第36回 | 2017年1月29日  | るる               | 北海道           | 上坂すみれ             |
| 第36回 | 2017年1月29日  | ずぶろん           | 島根             | 三宅健太               |
| 第37回 | 2017年2月5日   | かっぱろけ         | 茨城             | 飛田展男               |
| 第37回 | 2017年2月5日   | おにりぃた         | 大分             | 岩男潤子               |
| 第38回 | 2017年2月12日  | ふぁましす         | 富山             | 上田麗奈               |
| 第38回 | 2017年2月12日  | ひがたろう         | 佐賀             | 井上剛                 |
| 第39回 | 2017年2月19日  | ひがたろう         | 佐賀             | 井上剛                 |
| 第39回 | 2017年2月19日  | るる               | 北海道           | 上坂すみれ             |
| 第40回 | 2017年2月26日  | かっぱろけ         | 茨城             | 飛田展男               |

#### 2017年度 ほやのんバス
| 放送回 | 放映日         | ツアーのテーマ       | ゲストどちゃもん   | ゲストどちゃもん | ゲストどちゃもん         |
| 放送回 | 放映日         | ツアーのテーマ       | 名称               | 都道府県         | 声優名                   |
| ------ | -------------- | -------------------- | ------------------ | ---------------- | ------------------------ |
| 第1回  | 2017年4月9日   | 大自然               | かさぽんたす       | 徳島             | 逢坂力                   |
| 第1回  | 2017年4月9日   | 大自然               | だまちゃだめ       | 山形             | 武田直人                 |
| 第1回  | 2017年4月9日   | 大自然               | きのちよ           | 東京             | 杉山紀彰                 |
| 第2回  | 2017年4月16日  | おにぎり             | てげてげ           | 宮崎             | 咲野俊介                 |
| 第2回  | 2017年4月16日  | おにぎり             | ふぃろそふぃあ     | 愛知             | 長縄まりあ               |
| 第2回  | 2017年4月16日  | おにぎり             | みやこん           | 京都             | 安田美沙子               |
| 第3回  | 2017年4月23日  | 豪快                 | みやこん           | 京都             | 安田美沙子               |
| 第3回  | 2017年4月23日  | 豪快                 | だまちゃだめ       | 山形             | 武田直人                 |
| 第3回  | 2017年4月23日  | 豪快                 | かさぽんたす       | 徳島             | 逢坂力                   |
| 第4回  | 2017年4月30日  | 金ピカ               | ふぃろそふぃあ     | 愛知             | 長縄まりあ               |
| 第4回  | 2017年4月30日  | 金ピカ               | きのちよ           | 東京             | 杉山紀彰                 |
| 第4回  | 2017年4月30日  | 金ピカ               | てげてげ           | 宮崎             | 咲野俊介                 |
| 第5回  | 2017年5月7日   | スッパイもん         | くろはやとん       | 鹿児島           | はしのえみ               |
| 第5回  | 2017年5月7日   | スッパイもん         | ぷうか             | 広島県           | 新谷真弓                 |
| 第5回  | 2017年5月7日   | スッパイもん         | もさく             | 和歌山           | 龍田直樹                 |
| 第6回  | 2017年5月14日  | おうち               | うぎろう           | 岐阜             | 平野綾                   |
| 第6回  | 2017年5月14日  | おうち               | わんこねるら       | 岩手             | 浅沼晋太郎               |
| 第6回  | 2017年5月14日  | おうち               | ぱんがやしゃーん   | 沖縄             | 真栄田賢（スリムクラブ） |
| 第7回  | 2017年5月21日  | 度胸をつける         | もさく             | 和歌山           | 龍田直樹                 |
| 第7回  | 2017年5月21日  | 度胸をつける         | かっぱろけ         | 茨城             | 飛田展男                 |
| 第7回  | 2017年5月21日  | 度胸をつける         | みぽんひめ         | 愛媛             | 水樹奈々                 |
| 第8回  | 2017年5月28日  | ラッキーアイテム     | くろはやとん       | 鹿児島           | はしのえみ               |
| 第8回  | 2017年5月28日  | ラッキーアイテム     | うぎろう           | 岐阜             | 平野綾                   |
| 第8回  | 2017年5月28日  | ラッキーアイテム     | ぷうか             | 広島             | 新谷真弓                 |
| 第9回  | 2017年6月4日   | 結婚式               | ぱんがやしゃーん   | 沖縄             | 真栄田賢（スリムクラブ） |
| 第9回  | 2017年6月4日   | 結婚式               | わんこねるら       | 岩手             | 浅沼晋太郎               |
| 第9回  | 2017年6月4日   | 結婚式               | かっぱろけ         | 茨城             | 飛田展男                 |
| 第10回 | 2017年6月11日  | あたりまえじゃない   | みぽんひめ         | 愛媛             | 水樹奈々                 |
| 第10回 | 2017年6月11日  | あたりまえじゃない   | もさく             | 和歌山           | 龍田直樹                 |
| 第10回 | 2017年6月11日  | あたりまえじゃない   | くろはやとん       | 鹿児島           | はしのえみ               |
| 第11回 | 2017年6月18日  | 職人                 | ふぁましす         | 富山             | 上田麗奈                 |
| 第11回 | 2017年6月18日  | 職人                 | ぷにょら           | 神奈川           | 野中藍                   |
| 第11回 | 2017年6月18日  | 職人                 | かげむしゃむしゃ   | 山梨             | 福山潤                   |
| 第12回 | 2017年6月25日  | お菓子               | うさきゅう         | 鳥取             | 下田麻美                 |
| 第12回 | 2017年6月25日  | お菓子               | かげむしゃむしゃ   | 山梨             | 福山潤                   |
| 第12回 | 2017年6月25日  | お菓子               | おくとぱすみれ     | 兵庫             | はいだしょうこ           |
| 第13回 | 2017年7月2日   | ラーメン             | ふぁましす         | 富山             | 上田麗奈                 |
| 第13回 | 2017年7月2日   | ラーメン             | ぷにょら           | 神奈川           | 野中藍                   |
| 第13回 | 2017年7月2日   | ラーメン             | かざまのおど       | 青森             | 高岡瓶々                 |
| 第14回 | 2017年7月9日   | おもしろ漁           | どもっこす         | 熊本             | 田尻浩章                 |
| 第14回 | 2017年7月9日   | おもしろ漁           | おくとぱすみれ     | 兵庫             | はいだしょうこ           |
| 第14回 | 2017年7月9日   | おもしろ漁           | ふぁましす         | 富山             | 上田麗奈                 |
| 第15回 | 2017年7月16日  | フルーツ             | ぴぴた             | 香川             | 合田明日佳               |
| 第15回 | 2017年7月16日  | フルーツ             | かざまのおど       | 青森             | 高岡瓶々                 |
| 第15回 | 2017年7月16日  | フルーツ             | どもっこす         | 熊本             | 田尻浩章                 |
| 第16回 | 2017年9月3日   | 芸術                 | うさきゅう         | 鳥取             | 下田麻美                 |
| 第16回 | 2017年9月3日   | 芸術                 | かざまのおど       | 青森             | 高岡瓶々                 |
| 第16回 | 2017年9月3日   | 芸術                 | ぴぴた             | 香川             | 合田明日佳               |
| 第17回 | 2017年9月10日  | 秋の味覚             | がんぐろう         | 栃木             | 成田紗矢香               |
| 第17回 | 2017年9月10日  | 秋の味覚             | しーびー282        | 千葉             | 樫井笙人                 |
| 第17回 | 2017年9月10日  | 秋の味覚             | るる               | 北海道           | 上坂すみれ               |
| 第18回 | 2017年9月17日  | っぽくない生き物     | ぎゅたあく         | 静岡             | LITTLE                   |
| 第18回 | 2017年9月17日  | っぽくない生き物     | ももふぇ           | 岡山             | 金元寿子                 |
| 第18回 | 2017年9月17日  | っぽくない生き物     | るる               | 北海道           | 上坂すみれ               |
| 第19回 | 2017年9月24日  | うどん               | がんぐろう         | 栃木             | 成田紗矢香               |
| 第19回 | 2017年9月24日  | うどん               | ぴぱざえもん       | 長崎             | 松尾伴内                 |
| 第19回 | 2017年9月24日  | うどん               | こまちまちこ       | 秋田             | 竹達彩奈                 |
| 第20回 | 2017年10月1日  | 秋祭り               | ぴぱざえもん       | 長崎             | 松尾伴内                 |
| 第20回 | 2017年10月1日  | 秋祭り               | ももふぇ           | 岡山             | 金元寿子                 |
| 第20回 | 2017年10月1日  | 秋祭り               | しーびー282        | 千葉             | 樫井笙人                 |
| 第21回 | 2017年10月8日  | ことわざ             | がんぐろう         | 栃木             | 成田紗矢香               |
| 第21回 | 2017年10月8日  | ことわざ             | よしばっば         | 滋賀             | 露の都                   |
| 第21回 | 2017年10月8日  | ことわざ             | ぎゅたあく         | 静岡             | LITTLE                   |
| 第22回 | 2017年10月15日 | おもしろ名前の料理   | よしばっば         | 滋賀             | 露の都                   |
| 第22回 | 2017年10月15日 | おもしろ名前の料理   | こまちまちこ       | 秋田             | 竹達彩奈                 |
| 第22回 | 2017年10月15日 | おもしろ名前の料理   | ぴぱざえもん       | 長崎             | 松尾伴内                 |
| 第23回 | 2017年10月22日 | 天ぷら               | はまじゅん         | 大阪             | 植田佳奈                 |
| 第23回 | 2017年10月22日 | 天ぷら               | はくばまる         | 長野             | 伊東健人                 |
| 第23回 | 2017年10月22日 | 天ぷら               | もものうち         | 東京             | 大水洋介(ラバーガール)   |
| 第24回 | 2017年10月29日 | 珍しいペット         | こめくるりん       | 新潟             | 杉山佳寿子               |
| 第24回 | 2017年10月29日 | 珍しいペット         | はくばまる         | 長野             | 伊東健人                 |
| 第24回 | 2017年10月29日 | 珍しいペット         | ひがたろう         | 佐賀             | 井上剛                   |
| 第25回 | 2017年11月5日  | 気合祭り             | ひがたろう         | 佐賀             | 井上剛                   |
| 第25回 | 2017年11月5日  | 気合祭り             | こめくるりん       | 新潟             | 杉山佳寿子               |
| 第25回 | 2017年11月5日  | 気合祭り             | はまじゅん         | 大阪             | 植田佳奈                 |
| 第26回 | 2017年11月12日 | 日本一               | ずぶろん           | 島根             | 三宅健太                 |
| 第26回 | 2017年11月12日 | 日本一               | はまじゅん         | 大阪             | 植田佳奈                 |
| 第26回 | 2017年11月12日 | 日本一               | もものうち         | 東京             | 大水洋介(ラバーガール)   |
| 第27回 | 2017年11月19日 | 癒しの島             | にんまる           | 三重             | 浅野真澄                 |
| 第27回 | 2017年11月19日 | 癒しの島             | ずぶろん           | 島根             | 三宅健太                 |
| 第27回 | 2017年11月19日 | 癒しの島             | ぎやみ             | 宮城             | 島﨑信長                 |
| 第28回 | 2017年11月26日 | アツアツグルメ       | ぎやみ             | 宮城             | 島﨑信長                 |
| 第28回 | 2017年11月26日 | アツアツグルメ       | にんまる           | 三重             | 浅野真澄                 |
| 第28回 | 2017年11月26日 | アツアツグルメ       | こめくるりん       | 新潟             | 杉山佳寿子               |
| 第29回 | 2017年12月3日  | 温泉                 | だまちゃだめ       | 山形             | 武田直人                 |
| 第29回 | 2017年12月3日  | 温泉                 | とちぼるた         | 栃木             | 柚木涼香                 |
| 第29回 | 2017年12月3日  | 温泉                 | おにりぃた         | 大分             | 岩男潤子                 |
| 第30回 | 2017年12月10日 | おすし               | ふくぺらぶう       | 山口             | 梶裕貴                   |
| 第30回 | 2017年12月10日 | おすし               | きのちよ           | 東京             | 杉山紀彰                 |
| 第30回 | 2017年12月10日 | おすし               | うめたろう         | 高知             | ビーグル38能勢           |
| 第31回 | 2017年12月17日 | 縁結び               | おにりぃた         | 大分             | 岩男潤子                 |
| 第31回 | 2017年12月17日 | 縁結び               | きんしゃか         | 奈良             | 池田昌子                 |
| 第31回 | 2017年12月17日 | 縁結び               | だまちゃだめ       | 山形             | 武田直人                 |
| 第32回 | 2017年12月24日 | 手作り工芸品         | ちるとてーく       | 沖縄             | 山田親太朗               |
| 第32回 | 2017年12月24日 | 手作り工芸品         | きんしゃか         | 奈良             | 池田昌子                 |
| 第32回 | 2017年12月24日 | 手作り工芸品         | ふくぺらぶう       | 山口             | 梶裕貴                   |
| 第33回 | 2018年1月7日   | 夜景                 | とちぼるた         | 栃木             | 柚木涼香                 |
| 第33回 | 2018年1月7日   | 夜景                 | きのちよ           | 東京             | 杉山紀彰                 |
| 第33回 | 2018年1月7日   | 夜景                 | ちるとてーく       | 沖縄             | 山田親太朗               |
| 第34回 | 2018年1月14日  | おいしい鍋           | きのちよ           | 東京             | 杉山紀彰                 |
| 第34回 | 2018年1月14日  | おいしい鍋           | きんしゃか         | 奈良             | 池田昌子                 |
| 第34回 | 2018年1月14日  | おいしい鍋           | うめたろう         | 高知             | ビーグル38能勢           |
| 第35回 | 2018年1月21日  | 宝探し               | さすらかすら       | 福島             | 渡辺俊美                 |
| 第35回 | 2018年1月21日  | 宝探し               | もさく             | 和歌山           | 龍田直樹                 |
| 第35回 | 2018年1月21日  | 宝探し               | ちゃっちゃくちゃら | 福岡             | 阿澄佳奈                 |
| 第36回 | 2018年1月28日  | 社会科見学           | かさぽんたす       | 徳島             | 逢坂力                   |
| 第36回 | 2018年1月28日  | 社会科見学           | だんきち           | 埼玉             | BIKKE                    |
| 第36回 | 2018年1月28日  | 社会科見学           | はにまじん         | 群馬             | 小倉唯                   |
| 第37回 | 2018年2月4日   | こんなところになぜ!? | ぷうか             | 広島             | 新谷真弓                 |
| 第37回 | 2018年2月4日   | こんなところになぜ!? | かさぽんたす       | 徳島             | 逢坂力                   |
| 第37回 | 2018年2月4日   | こんなところになぜ!? | もさく             | 和歌山           | 龍田直樹                 |
| 第38回 | 2018年2月11日  | びっくり祭り         | ちゃっちゃくちゃら | 福岡             | 阿澄佳奈                 |
| 第38回 | 2018年2月11日  | びっくり祭り         | だんきち           | 埼玉             | BIKKE                    |
| 第38回 | 2018年2月11日  | びっくり祭り         | はにまじん         | 群馬             | 小倉唯                   |
| 第39回 | 2018年2月18日  | ミステリー           | もさく             | 和歌山           | 龍田直樹                 |
| 第39回 | 2018年2月18日  | ミステリー           | ぷうか             | 広島             | 新谷真弓                 |
| 第39回 | 2018年2月18日  | ミステリー           | さすらかすら       | 福島             | 渡辺俊美                 |
| 第40回 | 2018年4月1日   | 福井のうまいもん     | 全員               | 全員             | 全員                     |

### スタッフ
- 制作:アマゾンラテルナ[3]

### 放送局
| 放送期間                     | 放送時間         | 放送局    | 対象地域 |
| ---------------------------- | ---------------- | --------- | -------- |
| 2016年4月10日 - 2018年4月1日 | 日曜 7:20 - 7:30 | NHK Eテレ | 日本全域 |